# 林达夫
林达夫（1896年11月20日—1984年4月25日）是日本的思想家和批评家，有许多关于西方精神史、文化史和文明史的著作。

## 生平
1896年，林达夫出生于日本东京，父亲曾登吉是一名外交官。林达夫从2岁到6岁期间随被派至日本驻西雅图领事馆的父亲在西雅图生活。1902年，林达夫返回日本。1904年，随着父亲被调到驻印度孟买领事馆，林达夫被托付给福井市的亲戚抚养。
1908年，林达夫父母回国。同年，林达夫转入福井县立师范学校附属小学，作为少见的“归国子女”，林达夫在学校受到霸凌。后转入京都市立锦林小学。1911年，进入京都府立第一中学（现京都府立落北高中附属中学），他热衷于戏剧和音乐，于1916年考入第一高等学校，就读于第一部丙類，同年退学。其在第一高等学校的同学包括以研究东方哲学而闻名的安冈正笃和作家芹泽光治良等。1919年，考入京都帝国大学文学部哲学科 。师从西田幾多郎和深田康算，主修美学和艺术史。他的毕业论文是《希腊悲剧的起源》。大学好友包括三木清和谷川徹三等。
1922年3月毕业后，在1924年4月任东洋大学文化科教授 ，教授西方文化史。并兼任津田荣学宿（津田塾大學）讲师、法政大学预科英语讲师（1934年4月后为法政大学文学院、法国哲学和宗教学系讲师）。1928年2月至1929年4月，与三木清、羽仁五郎一起参与了《岩波講座　世界思潮》的编辑。在法政大学的同事有西方古典学者田中道太郎等。 1931年，苏联之友协会成立，林达夫任出版部长。1932年成立唯物主义研究会，他成为书记之一 。
作为“百科全书派”学者，他特别擅长法语研究，他对岩波书店出版的法国古典文学研究译本的每一个误译都逐一指出、批判 。